# 초원자
초원자(超原子, superatom)는 여러 원자가 뭉쳐 하나의 원자와 유사한 성질을 보이는 것이다.
나트륨 원자는 증기에서 냉각될 때 자연적으로 클러스터로 응축되며 우선적으로 마법의 원자수(2, 8, 20, 40, 58 등)를 포함하며 각 원자의 최외각 전자는 모든 원자를 포함하는 궤도에 진입한다. 초원자는 이 새로운 계수 방식에서 닫힌 전자 껍질을 가질 수 있는 방식으로 화학적으로 행동하는 경향이 있다.

## 같이 보기
- 보스-아인슈타인 응축
- 퀀텀닷